# Мирзоян, Вардан Михайлович
Вардан Михайлович Мирзоян (арм. Վարդան Միրզոյան; 29 (17) июля 1877, Нахджаван, Российская империя — 14 июля 1968, Ереван, Армянская ССР , СССР) — советский армянский театральный деятель, режиссёр, актёр театра и кино. Народный артист Армянской ССР (1949).

## Биография
Вырос в Тбилиси. Учился в Нерсисянской школе и художественной школе Лонга. Увлекался театром с ранних лет. Дебютировал на театральной сцене в Тифлисе в 1897 году. С 1903 года — в Москве и Петербурге. Выступал в различных актёрских коллективах.
В 1903—1907 годах обучался на музыкальных курсах в Санкт-Петербурге, посещал театральные классы. В 1907—1918 годах работал актёром театра Армянского драматического общества (ныне Тбилисский государственный армянский драматический театр имени П. Адамяна) и в других армянских театрах Тифлиса.
Является одним из основателей Национального театра имени Авчалана. В 1919 году в Ереване основал и руководил театральной студией, многие выпускники которой впоследствии стали известными артистами.
В 1921—1927 годах — актёр и режиссёр армянских театров Ленинакана, Баку, Тбилиси.
В. Мирзоян — один из основателей в 1929 году Ереванского ТЮЗа, где проработал 25 лет.
С 1929 года преподавал в Ереванском театральном училище, театральном техникуме и в театрально-художественном институте.
Снимался в кино. В 1966 году опубликовал «Театральные дневники».

## Избранные театральные роли
- Воскан («Злой дух» Ширванзаде),
- Зимзимов («Пэпо» Сундукяна),
- Григор-ага («Утёс» Папазяна),
- Анания Глаха («Измена» Сумбатова-Южина).

## Избранная фильмография
- 1941 — Семья патриотов (короткометражный) — профессор
- 1939 — Люди нашего колхоза — доктор
- 1937 — Шесть залпов (короткометражный) — врач
- 1934 — Гикор — крестьянин
- 1933 — Арут — кулак
- 1932 — Курды-езиды — батрак
- 1932 — Две ночи — министр
- 1928 — Лавина — аджарец, слуга Нестеренко
- 1926 — Савур-могила — махновец